# Natascha Hoiting
Natascha Hoiting (Emmeloord, 1973) is een Nederlandse schrijfster. 

## Levensloop
Natascha Hoiting werd geboren en groeide op in Emmeloord. Na haar middelbare school opleiding volgde ze een toeristische opleiding en een studie bedrijfskunde. Omdat zij zich ook interesseerde voor historie, met name voor de periode rond de zeventiende eeuw, studeerde ze ook cultuurwetenschappen. 
Haar eerste roman Sonata verscheen in 2018. Hierna schreef ze het vervolg Scarlatto. Voor deze beide romans verdiepte zij zich in de Italiaanse maffia in Nederland. De romans spelen zich af in het fictieve, Amsterdamse hart van de criminele organisatie de 'Ndrangheta.
In november 2020 verscheen haar historische roman De Gulden Duvel en de Brief. Deze roman speelt zich af in de zeventiende eeuw ten tijde van de Tweede Engels-Nederlandse oorlog en de Tocht naar Chatham. 
Haar boeken worden uitgegeven door Uitgeverij Ellessy.
Hoitink was enkele keren te gast bij het het programma Dit is Flevoland van Omroep Flevoland.

## Privéleven
Natascha Hoiting is in 1997 getrouwd en heeft geen kinderen. Ze woont in de Noordoostpolder. Naast auteur is Hoiting eigenaar van een bedrijfsadviesbureau en een organisatie voor reizen naar Schotland. 